# Brett Reed
Brett Reed es un baterista estadounidense, nacido el 12 de julio de 1972 en Oakland, California. Tocaba la batería para la banda de punk rock Rancid, a la que se unió en noviembre de 1991, siendo junto con Matt Freeman y Tim Armstrong uno de los fundadores y pieza clave. Antes de entrar en Rancid, tocaba en Smog.
Brett está sumamente influenciado por The Pixies, banda de la que es fan incondicional.
Es un gran patinador (skateboard), como se puede ver en el videoclip de Rancid "Hyena", y colecciona discos de vinilo.
Por motivos desconocidos, Brett dejó la banda el 3 de noviembre de 2006, ocupando su lugar Branden Steineckert, antiguo batería de la banda The Used. Brett es zurdo.
Además, Brett ha participado en varias películas tales como la película de animación Live Freaky Die Freaky de John Roecker (2006) (voz de policía), en Give 'em´the boot de Tim Armstrong (2005), Punk Rock Holocaust de Doug Sakmann (2004) y Punk Rock Summer Camp de Rick Charnoski (1999), donde hace diversos cameos.
- Datos: Q2545626